# 陽光台 (相模原市)
陽光台（ようこうだい）は、神奈川県相模原市中央区の町名。現行行政地名は陽光台一丁目から陽光台七丁目。住居表示実施済区域。

## 地理
中央区の南部に位置し、西に上溝、北に星が丘、東に光が丘と緑が丘、南に南区下溝と接している。

### 地価
住宅地の地価は、2023年（令和5年）1月1日の公示地価によれば、陽光台2-12-11の地点で14万4000円/m2となっている。

## 世帯数と人口
2020年（令和2年）10月1日現在（国勢調査）の世帯数と人口（総務省調べ）は以下の通りである。
| 丁目         | 世帯数    | 人口    |
| ------------ | --------- | ------- |
| 陽光台一丁目 | 484世帯   | 1,152人 |
| 陽光台二丁目 | 781世帯   | 1,976人 |
| 陽光台三丁目 | 736世帯   | 1,719人 |
| 陽光台四丁目 | 955世帯   | 2,360人 |
| 陽光台五丁目 | 536世帯   | 1,311人 |
| 陽光台六丁目 | 503世帯   | 1,138人 |
| 陽光台七丁目 | 63世帯    | 146人   |
| 計           | 4,058世帯 | 9,802人 |

### 人口の変遷
国勢調査による人口の推移。
| 年                 | 人口   |
| ------------------ | ------ |
| 1995年（平成7年）  | 10,227 |
| 2000年（平成12年） | 10,090 |
| 2005年（平成17年） | 10,182 |
| 2010年（平成22年） | 10,279 |
| 2015年（平成27年） | 9,907  |
| 2020年（令和2年）  | 9,802  |

### 世帯数の変遷
国勢調査による世帯数の推移。
| 年                 | 世帯数 |
| ------------------ | ------ |
| 1995年（平成7年）  | 3,443  |
| 2000年（平成12年） | 3,651  |
| 2005年（平成17年） | 3,843  |
| 2010年（平成22年） | 4,049  |
| 2015年（平成27年） | 3,940  |
| 2020年（令和2年）  | 4,058  |

## 小・中学校の学区
市立小・中学校に通う場合、学区は以下の通りとなる（2022年8月時点）。
| 丁目           | 番地                                                   | 小学校                 | 中学校                 |
| -------------- | ------------------------------------------------------ | ---------------------- | ---------------------- |
| 一丁目         | 9番19号                                                | 相模原市立上溝小学校   | 相模原市立上溝中学校   |
| 一丁目         | 1番～9番18号、10番～21番                               | 相模原市立陽光台小学校 | 相模原市立上溝中学校   |
| 二、三丁目     | 全域                                                   | 相模原市立陽光台小学校 | 相模原市立上溝中学校   |
| 四丁目         | 全域                                                   | 相模原市立陽光台小学校 | 相模原市立緑が丘中学校 |
| 五丁目         | 12番・13番                                             | 相模原市立光が丘小学校 | 相模原市立緑が丘中学校 |
| 五丁目         | 1番～2番10号、2番14号～2番31号 3番2号～37号、4番～19番 | 相模原市立陽光台小学校 | 相模原市立緑が丘中学校 |
| 六丁目、七丁目 | 全域                                                   | 相模原市立陽光台小学校 | 相模原市立緑が丘中学校 |

## 事業所
2021年（令和3年）現在の経済センサス調査による事業所数と従業員数は以下の通りである。
| 丁目         | 事業所数  | 従業員数 |
| ------------ | --------- | -------- |
| 陽光台一丁目 | 29事業所  | 128人    |
| 陽光台二丁目 | 92事業所  | 579人    |
| 陽光台三丁目 | 38事業所  | 333人    |
| 陽光台四丁目 | 40事業所  | 150人    |
| 陽光台五丁目 | 19事業所  | 133人    |
| 陽光台六丁目 | 19事業所  | 324人    |
| 陽光台七丁目 | 19事業所  | 179人    |
| 計           | 256事業所 | 1,826人  |

### 事業者数の変遷
経済センサスによる事業所数の推移。
| 年                 | 事業者数 |
| ------------------ | -------- |
| 2016年（平成28年） | 277      |
| 2021年（令和3年）  | 256      |

### 従業員数の変遷
経済センサスによる従業員数の推移。
| 年                 | 従業員数 |
| ------------------ | -------- |
| 2016年（平成28年） | 1,675    |
| 2021年（令和3年）  | 1,826    |

## 交通

### 鉄道
町内に鉄道駅はない。

### 道路
- 神奈川県道・東京都道57号相模原大蔵町線

## 施設
- 相模原市立陽光台公民館
- 相模原市立陽光台小学校
- 相模原市立陽光台保育園

## その他

### 日本郵便
- 郵便番号 : 252-0226[3]（集配局 : 相模原郵便局[15]）。